# George Hazlewood Locket
George Hazlewood Locket (1900 – 1991) was een Brits arachnoloog die British Spiders, volumes I and II publiceerde in samenwerking met Alfred Frank Millidge. Hij studeerde aan de Universiteit van Oxford.

## Publicaties
- Locket, G. H., Millidge, A. F. & Merrett P., 1951-1956 - British Spiders, tres vols.

- International Standard Name Identifier: 0000 0001 1590 9813
- Library of Congress Control Number: nr98023164
- Nationale Bibliotheek van Letland: 000112331
- Nederlandse Thesaurus van Auteursnamen: 142882585
- Système universitaire de documentation: 131404369
- Virtual International Authority File: 7304124
- WorldCat: E39PBJkdkTTgcgkFWdF9gBhyh3